# Need You Tonight
"Need You Tonight" é o primeiro single a ser lançado mundialmente pela banda de rock australiana INXS, do  álbum de 1987, Kick, bem como a quarta música do álbum. É o único single da banda a chegar ao primeiro lugar na Billboard Hot 100. Ele também alcançou sua posição mais alta no Reino Unido, onde a música alcançou o número dois na parada de singles do UK Singles Chart; no entanto, esse pico só foi atingido após o relançamento do single em novembro de 1988. Em sua primeira corrida nas paradas britânicas em outubro de 1987, ficou em 58º lugar. Foi uma das últimas músicas gravadas para o álbum, mas sem dúvida se tornaria a música de assinatura da banda.
Em fevereiro de 2014, após a exibição do canal 7 da minissérie INXS: Never Tear Us Apart, "Need You Tonight" foi novamente exibido na Austrália por meio de vendas de downloads. Chegou ao 28º lugar na parada de singulares da ARIA. Em janeiro de 2018, como parte do "Ozzest 100" do Triple M, as músicas "mais australianas" de todos os tempos, "Need You Tonight" foi classificada como número 69.

## História
Em autobiografia oficial da banda INXS: Story to Story, Andrew Farriss disse que o famoso riff à canção apareceu de repente em sua cabeça enquanto esperava por um táxi para ir ao aeroporto para voar para Hong Kong. Ele pediu ao motorista que esperasse alguns minutos enquanto pegava algo do quarto do hotel. De fato, ele subiu para gravar o riff e voltou uma hora depois com uma fita para um motorista muito irritado.
A música é uma faixa muito mais eletrônica do que a maioria do material da banda antes ou depois, combinando sequenciadores com faixas regulares de bateria e várias faixas de guitarras em camadas. Para aproximar o som na faixa gravada, a banda geralmente utiliza faixas de clique para um acorde de sintetizador frequente, bem como capturas de aro ouvidas ao longo da música.
No álbum Kick, a música está vinculada à próxima música, intitulada "Mediate" ou "Meditate", dependendo da impressão do álbum. Em algumas compilações, as duas músicas aparecem juntas e, em outras, apenas "Need You Tonight" aparece (raramente, se é que alguma vez, "Mediate" apareceu por si só).

## Vídeo de música
O videoclipe combinava ação ao vivo e diferentes tipos de animação. Dirigido por Richard Lowenstein, o vídeo era na verdade "Need You Tonight / Mediate", pois combinava duas músicas do álbum. Lowenstein afirmou que os efeitos visuais específicos de "Need You Tonight" foram criados cortando filmes de 35 mm e fotocopiando os quadros individuais, antes de reestratificar essas imagens sobre as imagens originais.
Para "Mediate", segue uma homenagem ao "Subterranean Homesick Blues" de Bob Dylan. Os membros jogam cartas com palavras da música; o último exibe as palavras "Sax Solo", momento em que Kirk Pengilly inicia um solo de saxofone. Abaixo da letra "uma data especial" na parte "Mediar" do vídeo, o cartão mostra "9-8-1945", que no formato de data australiano é 9 de agosto de 1945, a data em que a bomba atômica foi lançada em Nagasaki Japão.
O vídeo ganhou cinco MTV Video Music Awards, incluindo o Vídeo do Ano de 1988 e foi classificado como número vinte e um na contagem regressiva da MTV dos 100 melhores vídeos de todos os tempos.